# Râul Avdarma
Râul Avdarma este un râu lung de 23,9 km. Hidronimul este de origine nogaiană și este asociat cu caracteristicile fizice și geografice ale zonei văii Avdarma, din Regiunea Ceadîr-Lunga, prin care curge râul. Numele râului provine de la cuvântul „avdar” (în traducere – „întoarce” și adăugarea terminației -ma. O versiune alternativă a originii numelui Avdarma este traducerea cuvintelor „av” – vânătoare și „darma” – curte, gard, care înseamnă „tabără de vânătoare”.

## Localități
Râul Avdarma își are originea la 3,0 km sud-est de satul Bașcalia, dintr-o sursă de ploaie la o altitudine de 185,91 m, de unde își formează canalul și urmează în direcția de la nord la sud până la orașul Ceadîr-Lunga, pe care îl străbate. Se varsă în râul Lunga la înălțimea de 49,57 m[1].

## Afluenți
În cursurile superioare, valea râului este largă, în expansiune și puțin adâncă, are forma unui semicerc cu coborâri line. În cursul mijlociu și inferior, valea capătă o formă pronunțată trapezoidală și este bine exprimată. Lățimea dintre fundul versanților este de la 70 la 250 m, între margini - de la 1,8 la 1,1 km. Ambele versanți sunt folosiți pentru cultivarea culturilor. Cursul râului de la izvor pana în satul Avdarma este natural, in cursurile mijlocii si inferioare este reglat prin îndreptarea și adâncirea acestuia. Adâncimea medie a râului este de 0,05 m, fundul este nisipos-nilios. Lățimea canalului este de la 0,6 la 9,3 m, în zona inundabilă - 16,4 m. Maluri cu substrat argilos, de 2,0 m înălțime, acoperite cu iarbă. Cursul râului este leneș, viteza este de 0,25 m/s[1].
Un izvor situat la 2,7 km de sursa de ploaie în aval și la 1,5 km nord de satul Avdarma la altitudinea de 153,46 m este considerat sursă permanentă de hrană a râului. Coordonate geografice: 46° 16'24,95" N. și 28°49'53.07"E. [1]

## Fauna ihtiologică
- Abramis brama danubii (L) = Plătică
- Abramis sapa (Pallas) = Cosac cu bot turtit
- Acipenser ruthenus (L) = Cegă
- Alburnus alburnus (L) = Obleț
- Alosa caspia nordmanni (Ant.) = Rizeafcă
- Aristichthys nobilis (Rich.) = Novac
- Aspius aspius (L) = Avat
- Barbus barbus (L.) = Mreană
- Blicca bjoerkna (L) = Batcă
- Carassius auratus gibelio (Bloch) = Caras argintiu
- Carassius carassius (L) = Caracudă
- Chondrostoma nasus (L) = Scobar
- Cobitis taenia (L) = Zvârluga
- Ctenopharyngodon idella (Vall.) = Cosaș
- Cyprinus carpio (L) = Crap
- Esox lucius (L) = Știuca
- Gobio albipinnatus belingi (Fang) = Porcușor de șes
- Gobio gobio (L) = Porcușor
- Gobio kessleri (Dybow) = Porcușor de nisip
- Gymnocephalus cernuus (L) = Ghiborț
- Hypophthalmichthys molitrix (Vall.) = Sânger
- Lepomis gibbosus (L) = Biban-soare
- Leucaspius delineatus (Heck) = Fufă
- Leuciscus cephalus (L) = Clean
- Leuciscus idus (L) = Văduviță
- Leuciscus leuciscus (L) = Clean mic
- Misgurnus fossilis (L) = Țipar
- Neogobius fluviatilis (Pall) = Ciobănaș
- Neogobius kessleri (Guen) = Guvid de baltă
- Noemacheilus barbatulus (L) = Grindel
- Pelecus cultratus (L) = Sabiță
- Perca fluviatilis (L) = Biban
- Proterorhinus marmoratus (Pall) = Moacă de bradiș
- Pseudorasbora parva = Murgoi bălțat chinezesc
- Pungitius platygaster (L) = Osar
- Rhodeus sericeus amarus (Bloch) = Boarță
- Rutilus rutilus heckeli (Nord) = Ocheană, Tarancă
- Rutilus rutilus (L) = Babușcă
- Scardinius erythrophthalmus (L) = Roșioară
- Silurus glanis (L) = Somn
- Stizostedion lucioperca (L.) = Șalău
- Vimba vimba vimba (Lin) = Morunaș
- Zingel streber (Sieb) = Fusar
- Zingel zingel (L) = Pietrar